# Holmsund
Holmsund – miejscowość (tätort) w północnej Szwecji, w regionie administracyjnym (län) Västerbotten. Druga pod względem zaludnienia miejscowość (tätort) gminy Umeå.
W 2015 roku Holmsund liczył 5962 mieszkańców.

## Geografia

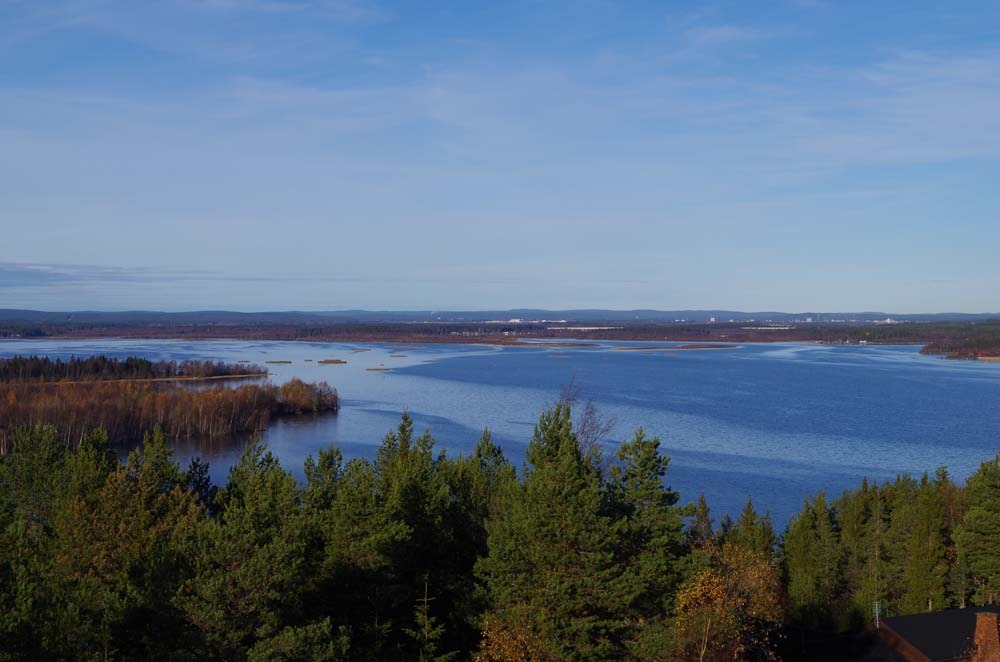
Widok na Österfjärden

Holmsund położony jest w prowincji historycznej (landskap) Västerbotten, na półwyspie Lövön u ujścia rzeki Umeälven do cieśniny Kvarken Północny (część Zatoki Botnickiej), około 15 km na południe od Umeå.
Około 1 km na zachód od półwyspu Lövön i Holmsund leży wyspa Obbolaön z położoną na niej miejscowością Obbola. Oba tätorty oraz niewielka wyspa Holmen połączone są ze sobą mostem przebiegającym nad Österfjärden, stanowiącym jedną z dwóch odnóg ujścia rzeki Umeälven. Most (Obbolabron), o długości 1381 m, został otwarty w 1989 roku.

## Historia

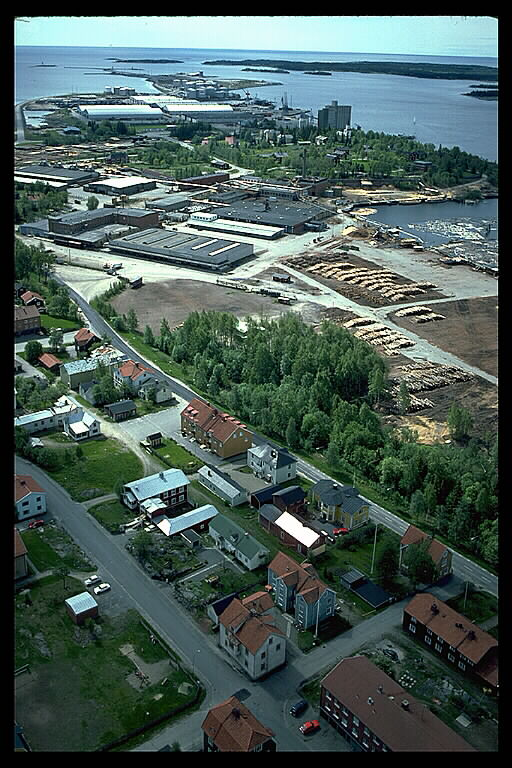
Holmsund (prawdopodobnie koniec lat 70. XX w.)

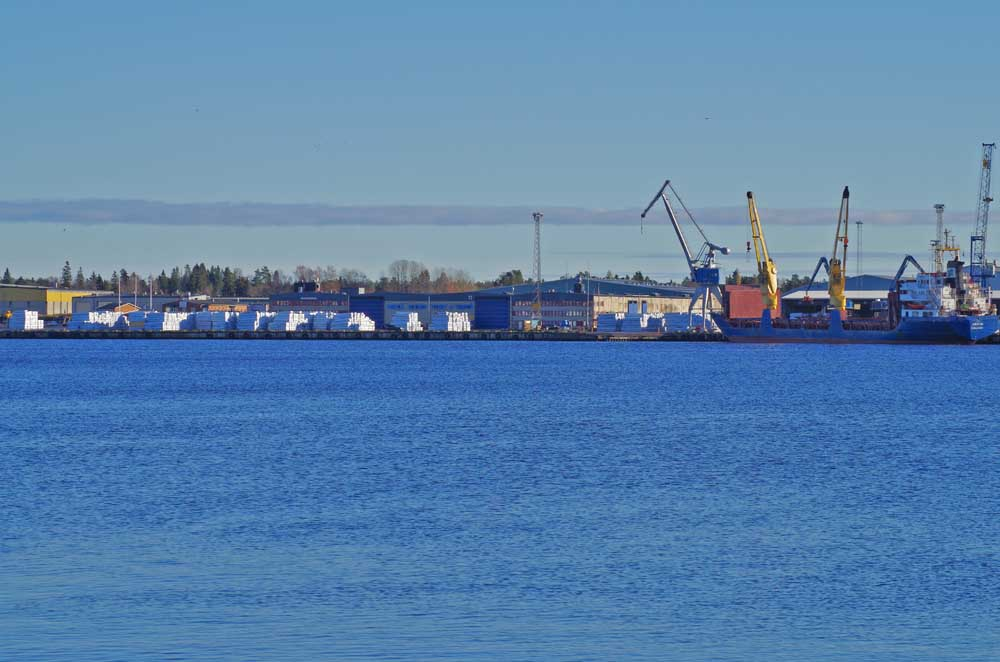
Port w Holmsund

Historia Holmsund sięga połowy XIX w., kiedy wokół założonego w 1848 roku punktu przeładunku spławianego rzeką Umeälven drewna i zbudowanego w 1857 roku pierwszego tartaku parowego (Sandviks ångsåg) z czasem rozwinęła się osada przemysłowa. Okres swojej świetności zakłady przemysłu drzewnego i Holmsund przeżyły po 1945 roku, korzystając z powojennej koniunktury.
Najstarsza część miejscowości, obszar Västerbacken, została zachowana i jako obszar zabytkowy znajduje się pod ochroną. Na zachowaną zabudowę Västerbacken składają się pochodzące z 2. połowy XIX w. mieszkania robotników, budynek kościoła, plebanii i szkoły, położone w miejscu dawnego punktu przeładunku drewna w rejonie obecnego portu.

### Przynależność administracyjna
W 1894 roku Djupviken, stanowiące obecnie część Holmsund, nadano status municipalsamhälle (Djupvikens municipalsamhälle) w ramach gminy wiejskiej Umeå (Umeå landskommun). W 1918 roku utworzono gminę wiejską Holmsund (Holmsunds landskommun), w której skład weszło Djupviken. W 1933 roku utworzono Holmsunds municipalsamhälle, w skład którego włączono m.in. Djupviken. W 1947 roku gmina wiejska Holmsund (w jej skład wchodziło też Obbola municipalsamhälle, utworzone w 1939 roku) została przekształcona w köping (Holmsunds köping). W wyniku reformy administracyjnej w 1971 roku utworzono gminę Holmsund (Holmsunds kommun), która w 1974 roku została włączona w skład obecnej gminy Umeå.

## Demografia
Liczba ludności tätortu Holmsund w latach 1960–2015:

## Gospodarka
Holmsund był ośrodkiem przemysłu drzewnego. Historia miejscowości od 2. połowy XIX w. związana była z działającymi tam tartakami. Pod koniec 2012 roku koncern Svenska Cellulosa AB SCA Timber wydał oficjalny komunikat o zamknięciu swoich zakładów w Holmsund, co nastąpiło latem 2013 roku.

## Komunikacja i transport

### Transport morski
W 1920 roku do Holmsund przeniesiono port morski Umeå (Umeå hamn). Współcześnie jest to jeden z największych portów w północnej Skandynawii. Od 1 stycznia 2015 roku port w Holmsund oraz port w Vaasa są zarządzane przez spółkę Kvarkenhamnar AB (Kvarken Ports Ltd.), której właścicielami są gmina Umeå i miasto Vaasa.
Z Holmsund odchodzi regularne połączenie promowe do Vaasa w Finlandii.

### Drogi
W Holmsund kończy się szwedzki odcinek, biegnącej z Norwegii przez północną Szwecję do Finlandii, trasy europejskiej E12. Odcinek przez Zatokę Botnicką (Holmsund – Vaasa) obsługiwany jest przez połączenie promowe.

### Koleje
W 1921 roku, w związku z przeniesieniem portu Umeå do Holmsund, oddano do użytku (oficjalnie otwartą w 1922 roku) linię kolejową łączącą Holmsund z Umeå (i dalej z Vännäs). Odcinek Holmsund – Umeå obsługuje od 1968 roku jedynie ruch towarowy. W 1992 roku linia została zelektryfikowana.

## Osoby związane z Holmsund
W Holmsund dorastała piosenkarka Lisa Miskovsky.

## Galeria

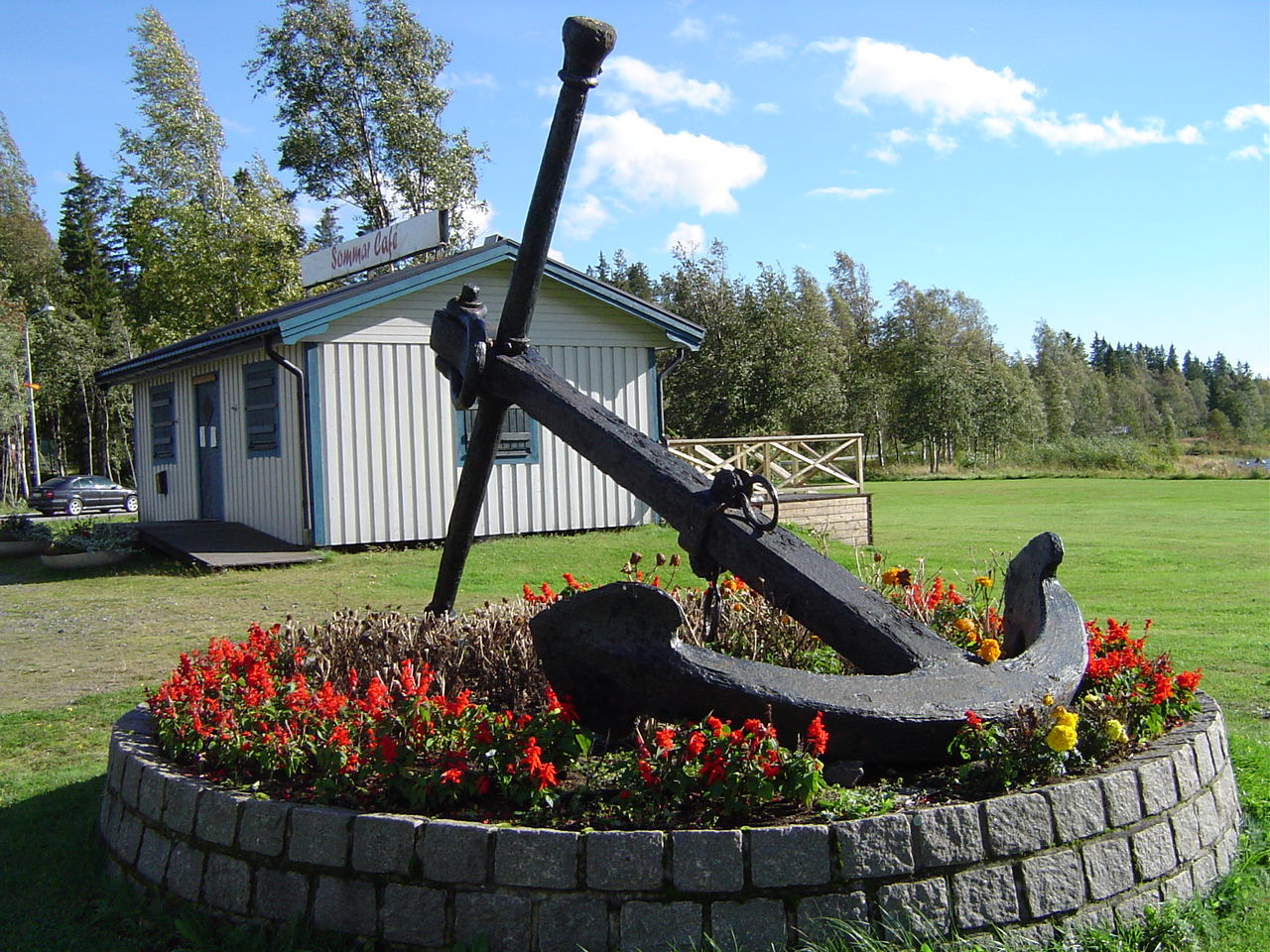
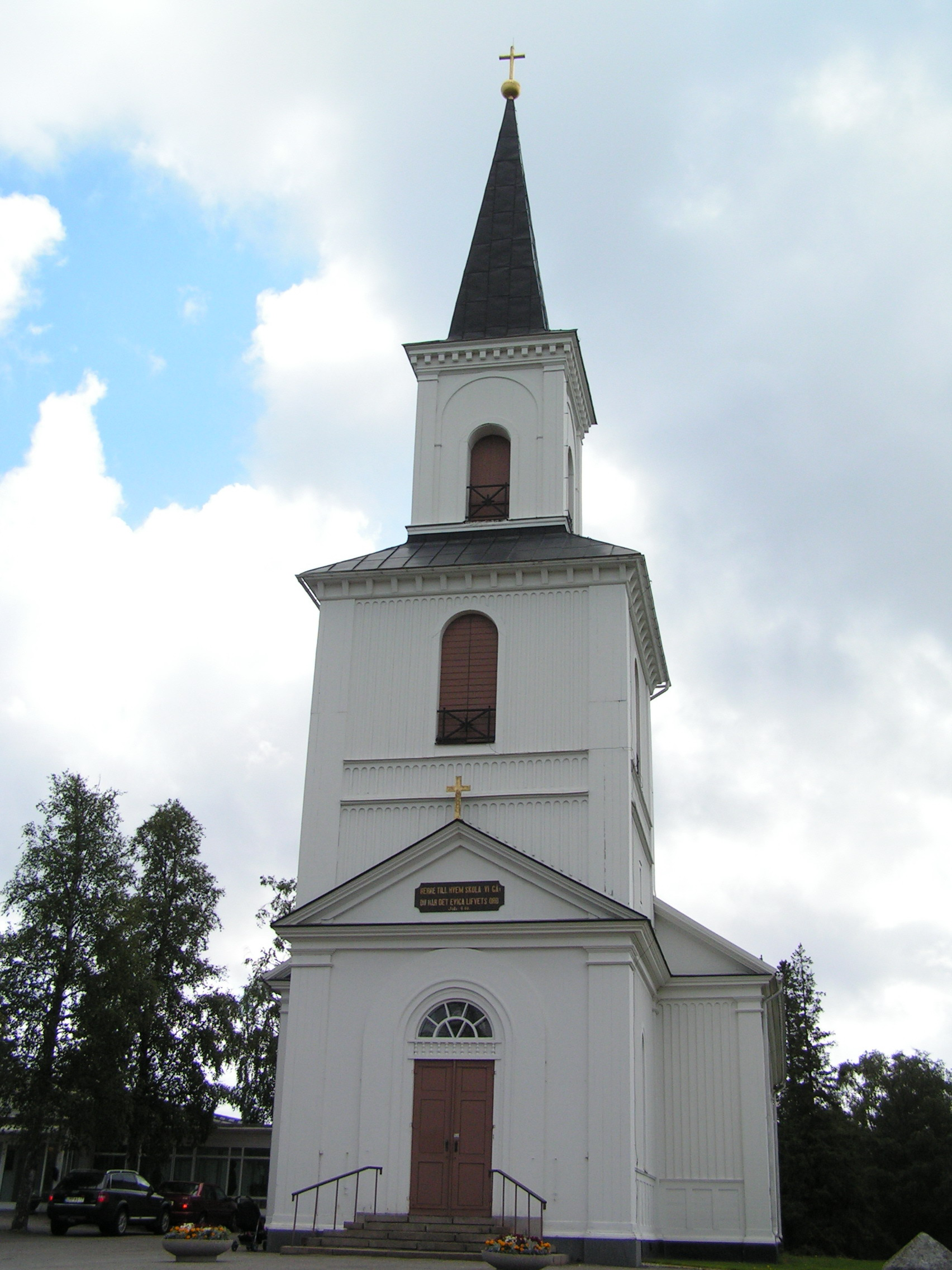
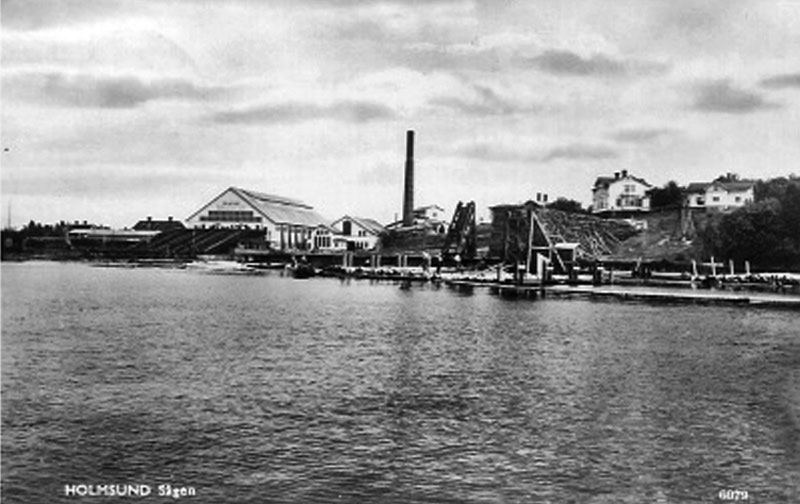
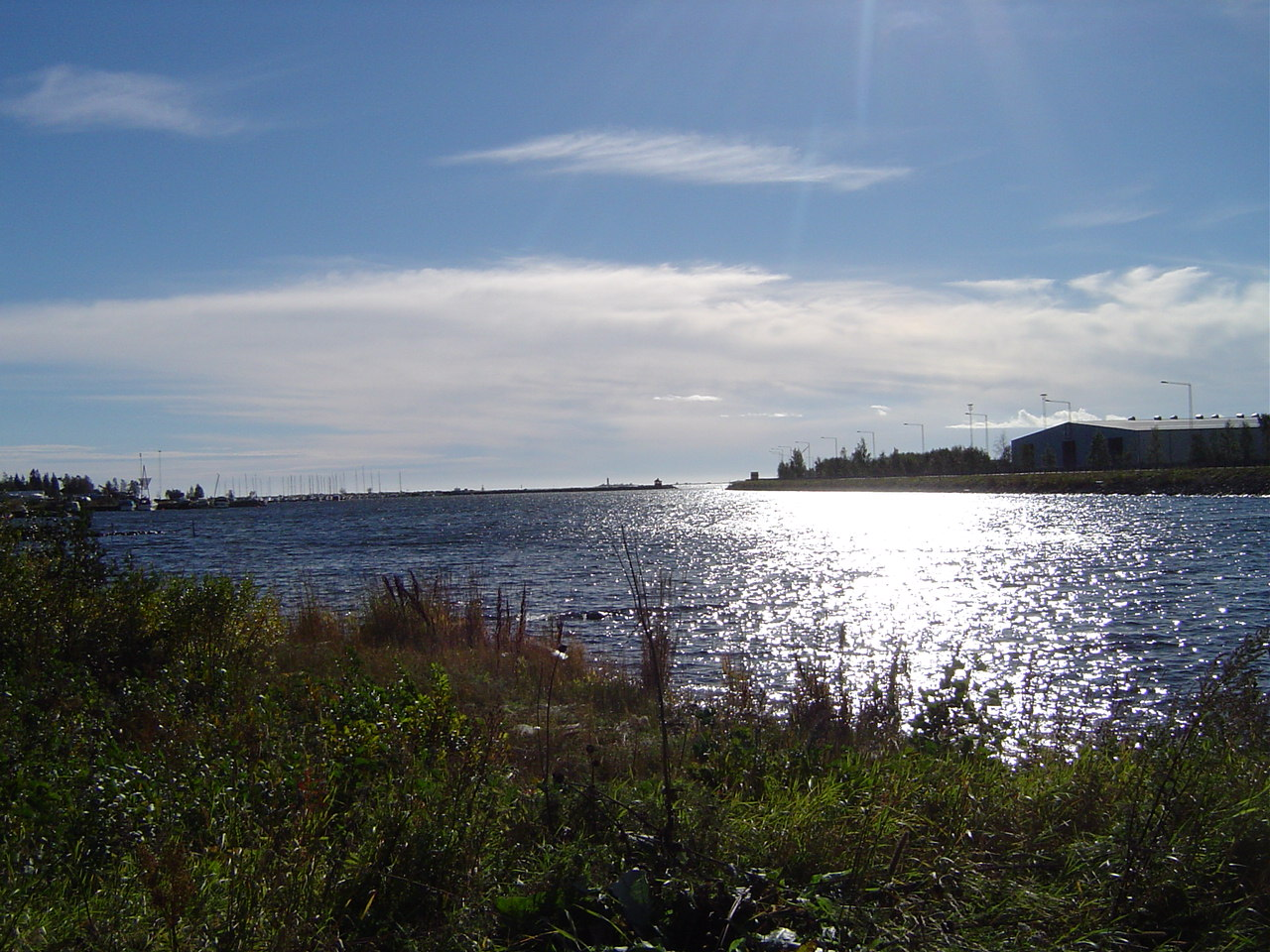